# Gömböc

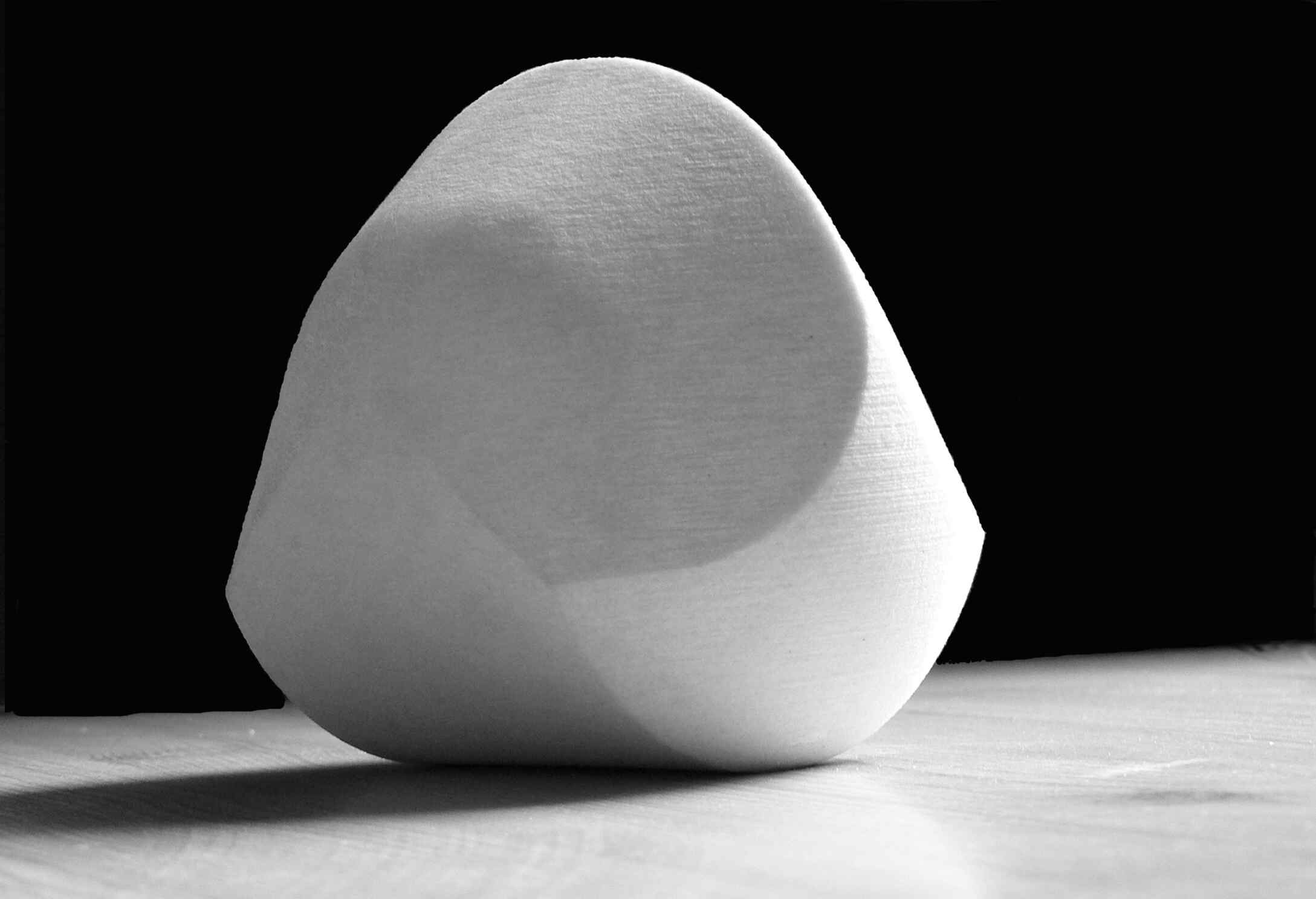
Bryła stworzona przez Domokosa i Várkonyi'ego w jedynej stabilnej pozycji.

Gömböc – homogeniczna bryła posiadająca tylko jeden stabilny i jeden niestabilny punkt równowagi.

## Właściwości
Gömböc jest tak uformowaną bryłą stworzoną z jednolitego materiału (w żadnym miejscu jej gęstość się nie zmienia), by zawsze wracała do stabilnej pozycji równowagi. Bryła ta posiada dwa punkty równowagi, jednak równowaga w punkcie niestabilnym przy niewielkim zaburzeniu stanu układu spowoduje przejście do drugiego (stabilnego) punktu równowagi.

## Historia
Poszukiwania bryły o jednym stabilnym punkcie równowagi od dawna nurtowało matematyków. Rosyjski matematyk i topolog Władimir Arnold w 1995 roku wyraził przypuszczenie, że teoretycznie mogłaby istnieć bryła o jednym stabilnym i jednym niestabilnym punkcie równowagi. Poszukiwania takiej „homogenicznej Wańki-wstańki” rozpoczęli między innymi dwaj węgierscy matematycy Gábor Domokos i Péter Várkonyi, którzy najpierw przeszukiwali istniejące formy zbierając około 2 tys. kamieni, przyjrzeli się również skorupom niektórych żółwi. Nie znalazłszy odpowiedzi w naturze, rozpoczęli badania na modelu matematycznym zbliżonym wyglądem do kuli, by w 2006 roku stworzyć bryłę o zamierzonych właściwościach nadając jej nazwę „Gömböc” (węg. gömb → pol. kula).

## Odniesienia w kulturze
w 2010 roku na festiwalu filmowym Achtung Berlin w Berlinie pierwszą nagrodę w kategorii filmów krótkometrażowych zdobył film pod tytułem Gömböc w reżyserii Ulriki Vahl, którego fabuła nawiązuje do właściwości bryły, gdzie główni bohaterowie mimo przeciwności losu zawsze powracają do tego samego, stabilnego punktu.
Artysta konceptualny Ryan Gander na jednej ze swoich wystaw przedstawił siedem dużych brył Gömböc zanurzających się w wulkanicznym pyle.
Jesienią 2020 roku Teatr Korzo w Hadze i Teatr Miejski w Biarritz zaprezentowały spektakl taneczny pod tytułem Gömböc.